# Karpové
Karpové (latinsky Carpi) byl starověký kmen sídlící v období zhruba od roku 140 až do počátku 4. století v dnešní Moldávii, východně od pohoří Karpaty. Podle převažujícího mínění současných historiků byli dáckého původu a patřili k tzv. „svobodným Dákům“. Někteří badatelé je zařazují mezi Sarmaty, Thráky nebo Germány. S Římany udržovali veskrze mírové vztahy přibližně do poloviny 3. století. Od roku 238 však vystupovali jako jedni z nejzarputilejších nepřátel římské říše, přičemž napadali provincie na Balkáně, často jako spojenci Gótů. Později utrpěli četné porážky ze strany Římanů, kteří tisíce přemožených Karpů usadili na svém území.